# Савио (футболист)
Савио е бивш бразилски футболист. Той е най-известен с играта си в Реал Мадрид. Играе най-често като крило.

## Кариера

### Фламенго
Савио е записан в школата на Фламенго през 1988 година. Първите 4 сезона от кариерата му протичат в дублиращия тим на Фламенго. В дебютния си сезон за първия тим печели титлата на Бразилия. В нападението си партнира с легендите Ромарио и Едмундо. Бразилската преса сравнява Савио със Зико, но самият играч казва, че Зико е уникален и е глупаво да го сравняват с него. След като участва на Олимпиадата в Аталанта през 1996 година, играчът е забелязан от Реал Мадрид. През 1997 трансверът се осъществява.

### Реал Мадрид
Савио дебютира за Реал Мадрид на 3 януари 1998 година срещу Реал Бетис. През първия си сезон в Реал вкарва 3 гола в 12 мача. През сезон 1998/99 печели Междуконтиненталната Купа. В този мач Савио играе през всичките 90 минути. Савио бързо се налага в Реал, но постепенно губи титулярното място. В последните си 2 сезона в Реал крилото почти не играе, защото титуляр е Сантяго Солари. През 2003 става един от 7те футболисти, които са обявени за ненужни и е даден под наем на Бордо.
| Статистика в Реал | Статистика в Реал               | Статистика в Реал           | Статистика в Реал         | Статистика в Реал    | Статистика в Реал |
| ----------------- | ------------------------------- | --------------------------- | ------------------------- | -------------------- | ----------------- |
| Сезон             | Примиера Дивизион Мачове/Голове | Купа на краля Мачове/Голове | Евротурнири Мачове/Голове | Общо Мачове / Голове |                   |
| 1997/1998         | 12 / 3                          | 2 / 0                       | 0 / 0                     | 15 / 3               |                   |
| 1998/1999         | 34 / 6                          | ? / ?                       | ? / ?                     | 55 / 14              |                   |
| 1999/2000         | 25 / 4                          | ? / ?                       | ? / ?                     | 51 / 18              |                   |
| 2000/2001         | 26 / 3                          | 12 / 5                      | 10 / 1                    | 48 / 9               |                   |
| 2001/2002         | 8 / 0                           | 9 / 2                       | 4 / 2                     | 21 / 4               |                   |
| 2002/2003         | 6 / 4                           | 0 / 0                       | 0 / 0                     | 6 / 4                |                   |
| Общо              | 111 / 20                        | ? / ?                       | ? / ?                     | 196 / 52             |                   |

### Бордо
Савио има френско гражданство и отдавна е мечтал да играе във Франция. Вкарва 7 гола в 27 мача, а неговият тим завършва на четвърто място в шампионата на Франция. След края на наема договорът му с Реал изтича. Играчът получава оферти от Ливърпул и Бордо, но той решава да се върне в Испания. На 24 юли 2003 подписва с Реал Сарагоса.

### Реал Сарагоса
В края на 2003, Савио подписва с Реал Сарагоса. Той записва сина си в школата на отбора. През 2004 вдига купата на Испания. Той помага на Сарагоса да достигне 1/4 финал в Купата на УЕФА. За кратко е и капитан на отбора. През 2006 разтрогва договора си и се връща в родния Фламенго.

### Отново във Фламенго
Савио изиграва само 10 мача през втория си престой във Фламенго. След половин сезон Реал Сосеадад взимат играча под наем. Савио изиграва 18 мача и вкарва 5 попадения. Тимът завършва на предпоследното 19-о място в Примиера Дивизион, а Савио подписва договор с Леванте.

### Леванте
Савио изиграва едва 12 срещи в Леванте, след което се връща в Бразилия с екипа на Деспортива Капишава.

### Деспортива
Савио играе малко в Деспортива. Въпреки че изиграва само 9 срещи за скромния тим, той се разписва 6 пъти.

### Анортозис
През август 2008, вече на 35 години отива в кипърския Анортозис, за да помогне на отбора в Шампионската лига. Контрактът му изтича на 30 май 2009 година, след което решава да завърши кариерата си. В началото на 2010 подписва с Авай.

### Авай
През 2010 Савио е футболист на Авай. Има 4 гола в 20 мача и много рядко започва като титуляр. След края на сезона се отказва от футбола.